# Crauford Kent
Crauford Kent (12 de outubro de 1881 - 14 de maio de 1953) foi um ator nascido na Inglaterra e radicado ao teatro e ao cinema estadunidense da era do cinema mudo que atuou em 215 filmes entre 1914 e 1952.[carece de fontes?]

## Biografia
Kent nasceu em Londres, Inglaterra, e iniciou sua carreira estadunidense atuando no teatro da Broadway, em 1910, com sua primeira peça, Our Miss Gibbs. Crauford atuou no musical Adele, encenado entre 1913 e 1914, musicado por Adolf Philipp (creditado como Jean Briquet), e dirigido por Arthur Weld. Foi encenada no Longacre Theatre (mudou para The Harris Theatre a partir de 29 de dezembro de1913), e teve um total de 196 performances entre 28 de agosto de 1913 e 14 de fevereiro de 1914.[carece de fontes?] Crauford Kent (erroneamente creditado Craufurd Kent) interpretou o personagem "Robert Friebur".
No cinema, entre 1914 e 1952 Kent atuou em 215 filmes, muitas vezes sem ser creditado. Seu primeiro filme foi a comédiacurta-metragem Mother's Darling Little Boy, em 1914. Atuou depois em filmes como The Deep Purple (1915), ao lado de Clara Kimball Young; Ophelia (1916), da Lubin Manufacturing Company; Jane Eyre (1921); The Wolf of Wall Street (1929). A partir dos anos 1930, atuou não-creditado em muitos filmes, tais como  Delicious (1931), The Picture of Dorian Gray (1945), Mutiny on the Bounty (1935) e em seu último filme, Pat and Mike (1952).

## Vida pessoal e morte
Morreu em  Hollywood, Los Angeles, Califórnia, e está sepultado no Pierce Brothers Valhalla Memorial Park.[carece de fontes?]

## Peças
- Our Miss Gibbs (1910)
- The Pink Lady (1911 e 1912)
- My Little Friend (1913)
- Adele (1913 -1914)
- Yvette (1916)
- The Charlatan (1922)

## Filmografia parcial
- Mother's Darling Little Boy (1914)
- The Deep Purple (1915)
- The Little Miss Brown (1915)
- Ophelia (1916)
- The Evil Thereof (1916)
- Broadway Jones (1917)
- The Danger Mark (1918)
- Kildare of Storm (1918)

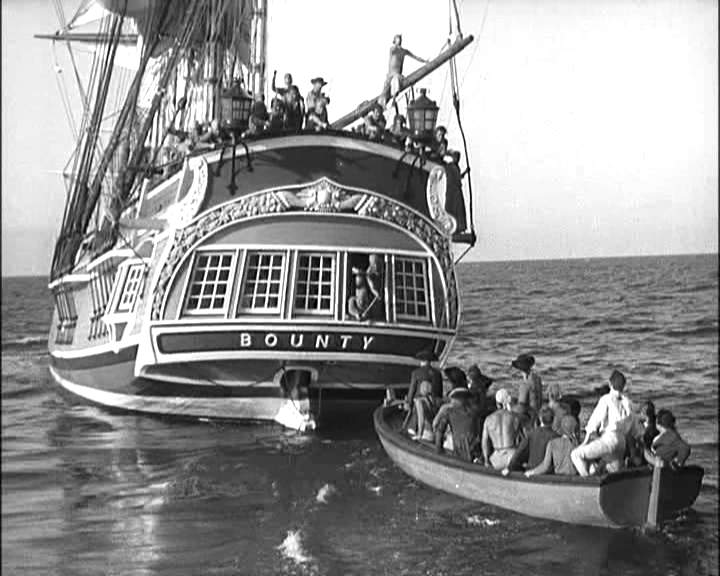
Cena do filme Mutiny on the Bounty (1935), em que Crauford atuou, sob o nome Craufurd Kent

- The Career of Katherine Bush (1919)
- The Love Flower (1920)
- Sinners (1920)
- Clothes (1920)
- Jane Eyre (1921)
- The Hidden Woman (1922)
- Lilies of the Field (1924)
- Man and Maid (1925)
- Easy Money (1925)
- Seven Keys to Baldpate (1925)
- Fifth Avenue (1926)[2]
- The Wolf of Wall Street (1929)[carece de fontes?]
- The Ace of Scotland Yard (1929)
- The Unholy Three (1930)
- Delicious (1931)
- Women Men Marry (1931)
- The Invisible Man (1933)
- The House of Rothschild (1934)
- The Lost Jungle (1934)[3]
- Mutiny on the Bounty (1935)
- Magnificent Obsession (1935)
- The Charge of the Light Brigade (1936)
- Daniel Boone (1936)[4]
- Topper (1937)
- The Toast of New York (1937)
- Navy Spy (1937)[5]
- The Adventures of Robin Hood (1938)
- Service de Luxe (1938)
- The Buccaneer (1938)
- We Are Not Alone (1939)[6]
- South of Suez (1940)
- The Sea Hawk (1940)
- Foreign Correspondent (1940)
- The Picture of Dorian Gray (1945)
- The Dolly Sisters (1945)
- Kitty (1945)
- Unconquered (1947)
- Samson and Delilah (1949)
- Pat and Mike (1952)